# Choro (muziek)
Choro of chorinho is een Braziliaans muziekgenre. Choro wordt gezien als een van de nationale muziekvormen van Brazilië en vormde een belangrijke inspiratiebron voor Braziliaanse componisten zoals Heitor Villa-Lobos.

## Muziekstijl

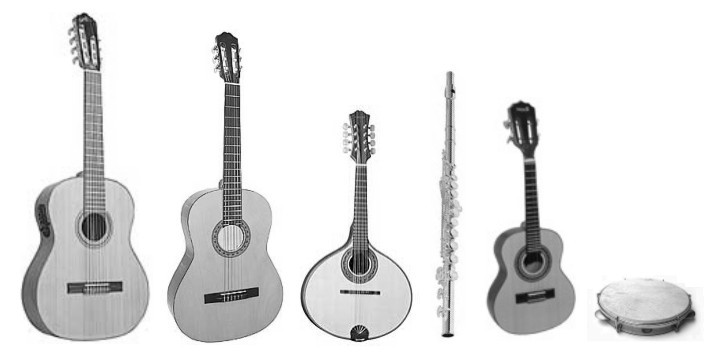
Belangrijke choro-instrumenten: 7-snarige gitaar, akoestische gitaar, mandoline, fluit, cavaquinho en pandeiro.

Choro is een grotendeels instrumentale muziekstijl. Oorspronkelijk bestonden choro-groepen vaak alleen uit cavaquinho, gitaar en fluit. Later werden ensembles groter en kwamen er andere instrumenten bij. Een traditioneel choro-ensemble bestaat doorgaans uit een combinatie van snaarinstrumenten (akoestische gitaar, 7-snarige gitaar, cavaquinho, bandolim (mandoline)), blaasinstrumenten (fluit, klarinet, ophicleide, trombone, saxofoon) en percussie (traditioneel de pandeiro, de Braziliaanse tamboerijn). In zo'n choro-formatie was (grofweg) het blaasinstrument primair verantwoordelijk voor de melodie, cavaquinho en/of pandeiro primair voor het ritme, en de gitaar primair voor de baslijn. Als er meer instrumenten waren, kon de taakverdeling verder verfijnd worden. Voorbeeld: bij twee gitaren kan één gitarist de baslijn spelen en de ander de harmonie en akkoorden.
Qua stijl is choro ontstaan uit een mix van Europese dansstijlen (polka, wals, scottische, mazurka), de Portugees-Braziliaanse liedvorm modinha en de ritmes van de Afro-Braziliaanse stijlen lundú en maxixe. Later werden componisten in het genre ook beïnvloed door jazz en klassiek. Choro klinkt vaak snel en levendig.

### Roda de choro

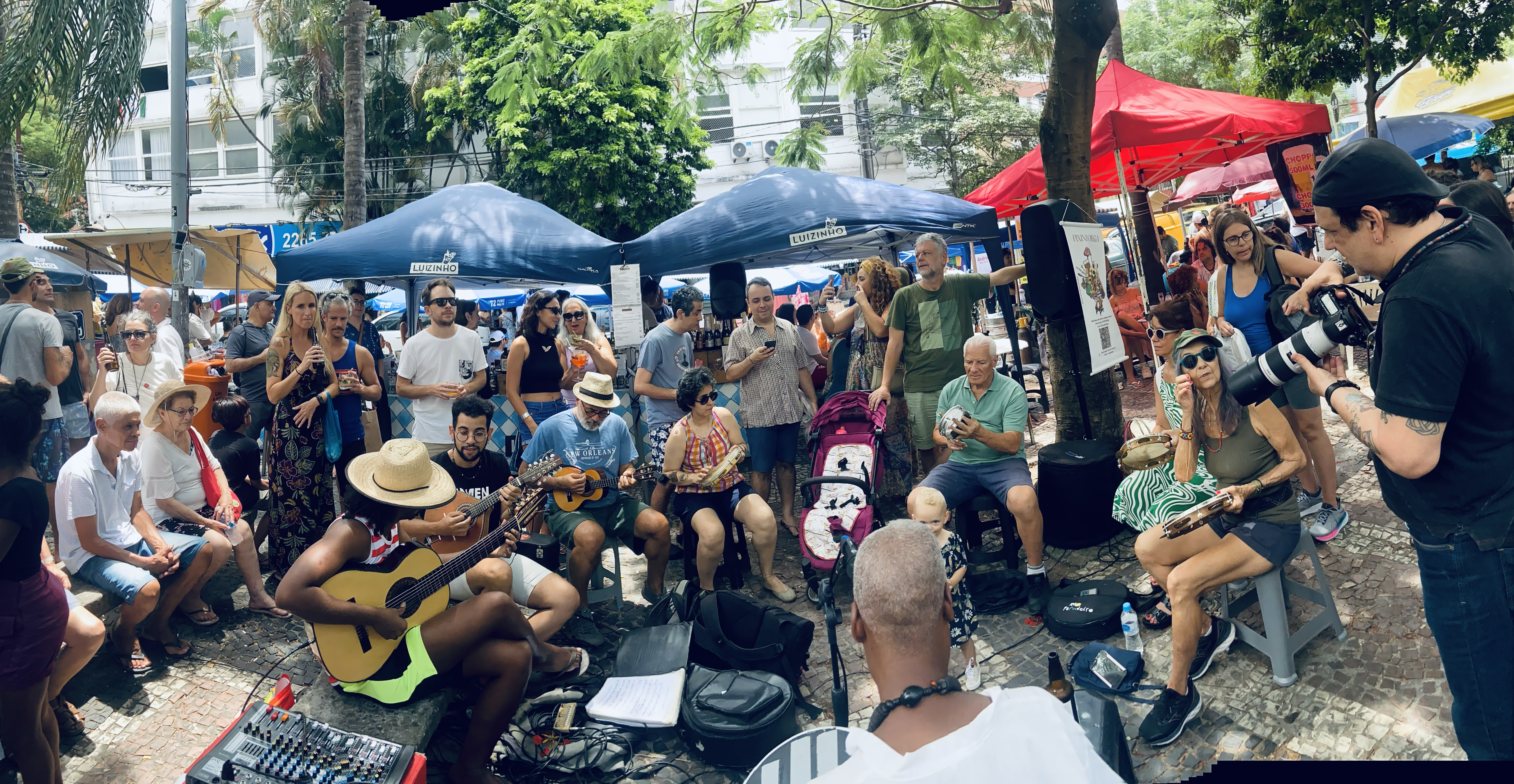
Roda de Choro.

De traditionele context van choro is de roda de choro (roda betekent kring of cirkel). Muzikanten spelen in een kring of rond een tafel, bijvoorbeeld in een huis, tuin, bar of platenzaak. De toeschouwers staan in een kring om de muzikanten. Muzikanten waren vaak amateurmusici, in het dagelijks leven werkten ze bijvoorbeeld als ambtenaar, postbode of bankbediende. Overigens waren de componisten en solisten vaak wel geschoolde of professionele musici. Meestal werden de muzikanten niet betaald (behalve met goed eten en drinken). 
In een roda worden bekende composities gespeeld, daarnaast is er ruimte voor improvisatie. Musici gebruiken geen bladmuziek (de vroege choromusici waren vaak amateurs die geen noten konden lezen), en hebben de ruimte om af te wijken van de compositie. Elke musicus krijgt ruimte voor eigen inbreng, en probeert tegelijk de eigen bijdrage goed in het geheel te laten passen. Soms dagen musici elkaar uit, de solist kan bijvoorbeeld een improvisatie inzetten of de toonsoort wijzigen, en dan is de kunst voor andere musici om direct te reageren en in de wijziging mee te gaan. 
Traditioneel zijn roda's vaak open voor publiek: leden van het publiek die een instrument kunnen spelen, worden uitgenodigd om aan te schuiven en mee te doen. Er bestaan ook minder spontane roda's, waarbij ingehuurde professionals, die het optreden deels hebben voorbereid, optreden voor een publiek dat passief toekijkt en niet deelneemt.

## Betekenis en herkomst van de naam choro
De naam choro verwijst naar het muziekgenre of naar een muziekgroep die in deze stijl speelt. De muzikanten heten chorões (enkelvoud: chorão). Choro-ensembles worden ook wel regionais genoemd.
Over de herkomst van de naam choro bestaan verschillende theorieën. Volgens sommigen riep de muziek een emotionele reactie op bij toeschouwers, en werd daarom het woord choro (huilen of snikken) gebruikt om het genre te beschrijven. Later werden snelle en levendige choro's meer gebruikelijk, waardoor het melancholieke karakter van de muziek minder prominent zou zijn geworden.
Volgens anderen is de naam choro een verbastering van de Braziliaanse dans xolo. Het is echter de vraag of choro een dergelijke connectie heeft met xolo, xolo was namelijk gezongen muziek terwijl choro voornamelijk instrumentaal is.
Een andere mogelijkheid is dat choro is afgeleid van choromeleiro. De term choromeleiro is afgeleid van charamela (schalmei, een blaasinstrument). Ensembles met charamela's waren lange tijd populair in Brazilië en werden choromeleiro genoemd. Deze naam bleef gangbaar toen steeds meer ensembles kozen voor andere blaasinstrumenten, zoals fluit, in plaats van charamela. Ook de eerste choro trio's (terno's) met gitaar, cavaquinho en fluit werden wel choromeleiro genoemd.

## Geschiedenis

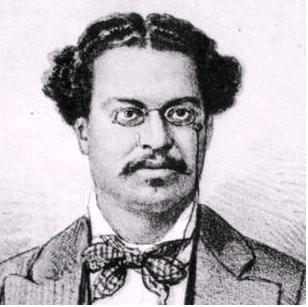
Joaquim Callado.

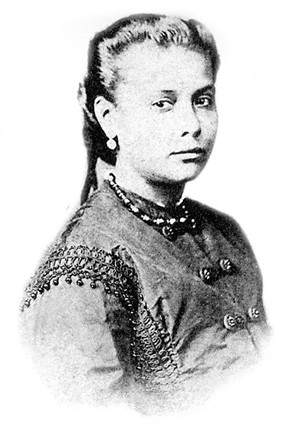
Chiquinha Gonzaga.

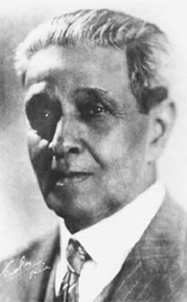
Ernesto Nazareth.

Choro is een stedelijk genre dat is ontstaan in Rio de Janeiro in de tweede helft van de 19e eeuw.

### Ontstaan van choro (vanaf jaren 1870)
Rio de Janeiro was in de 19e eeuw de hoofdstad van Brazilië, een havenstad en een stad met een sterk gemengde bevolking. Hierdoor was het ook een stad met veel culturen en culturele invloeden. Eind 19e en begin 20e eeuw groeide Rio sterk door verstedelijking, industrialisatie en door migratiestromen na de afschaffing van de slavernij. Veel inwoners vonden werk bij de overheid of in de industrie of begonnen eigen bedrijfjes. Er ontstond zo een nieuwe middenklasse. Deze nieuwe middenklasse carioca's konden zich muziekinstrumenten veroorloven en/of hadden voldoende (woon)ruimte om samen te musiceren.
Choro is ontstaan uit een mix van Europese en Afro-Braziliaanse stijlen, van Europese melodieën en harmonieën en complexe Afrikaanse ritmes. De eerste chorogroepen speelden de dansstijlen die destijds populair waren in de op Europese leest geschoeide balzalen en salons: polka, wals, scottische en mazurka. Europese dansstijlen en muziekinstrumenten werden populair in Brazilië in de eerste helft van de 19e eeuw, toen het Portugese koninklijk huis met een groot gevolg naar Brazilië vluchtte en zich in Rio de Janeiro vestigde. Naast deze dansstijlen begeleidden de chorogroepen ook modinha's, een meer sentimentele Portugees-Braziliaanse liedvorm. Ze combineerden deze stijlen met de gesyncopeerde ritmes van lundú en maxixe, Afro-Braziliaanse stijlen die met name populair waren onder slaven, vrijgemaakte slaven en immigranten. Choro onderscheidde zich daarnaast met virtuoze improvisaties en samenspel. 
Componist en fluitist Joaquim Callado Jr. startte in de jaren 1870 als (een van de) eerste(n) een chorogroep. Met zijn groep Choro Carioca, met fluit, cavaquinho en gitaren, speelde hij polka's en quadrilles in choro-stijl. Hij wordt gezien als de beste choro-componist van zijn tijd.
De elite keek lange tijd neer op 'zwarte' en Afrikaanse cultuur. Deze racistische houding belemmerde de brede acceptatie van choro. In de eerste decennia van de 20e eeuw kwam er geleidelijk meer acceptatie. Elites waren op zoek naar een eigen Braziliaanse culturele identiteit en een manier om zich te onderscheiden van Europese landen als Portugal. Stijlen als samba en choro pasten bij dit streven, omdat ze met hun mengeling van Europese en Afrikaanse invloeden werden gezien als typisch Braziliaans.

### Professionalisering (1e decennia 20e eeuw)

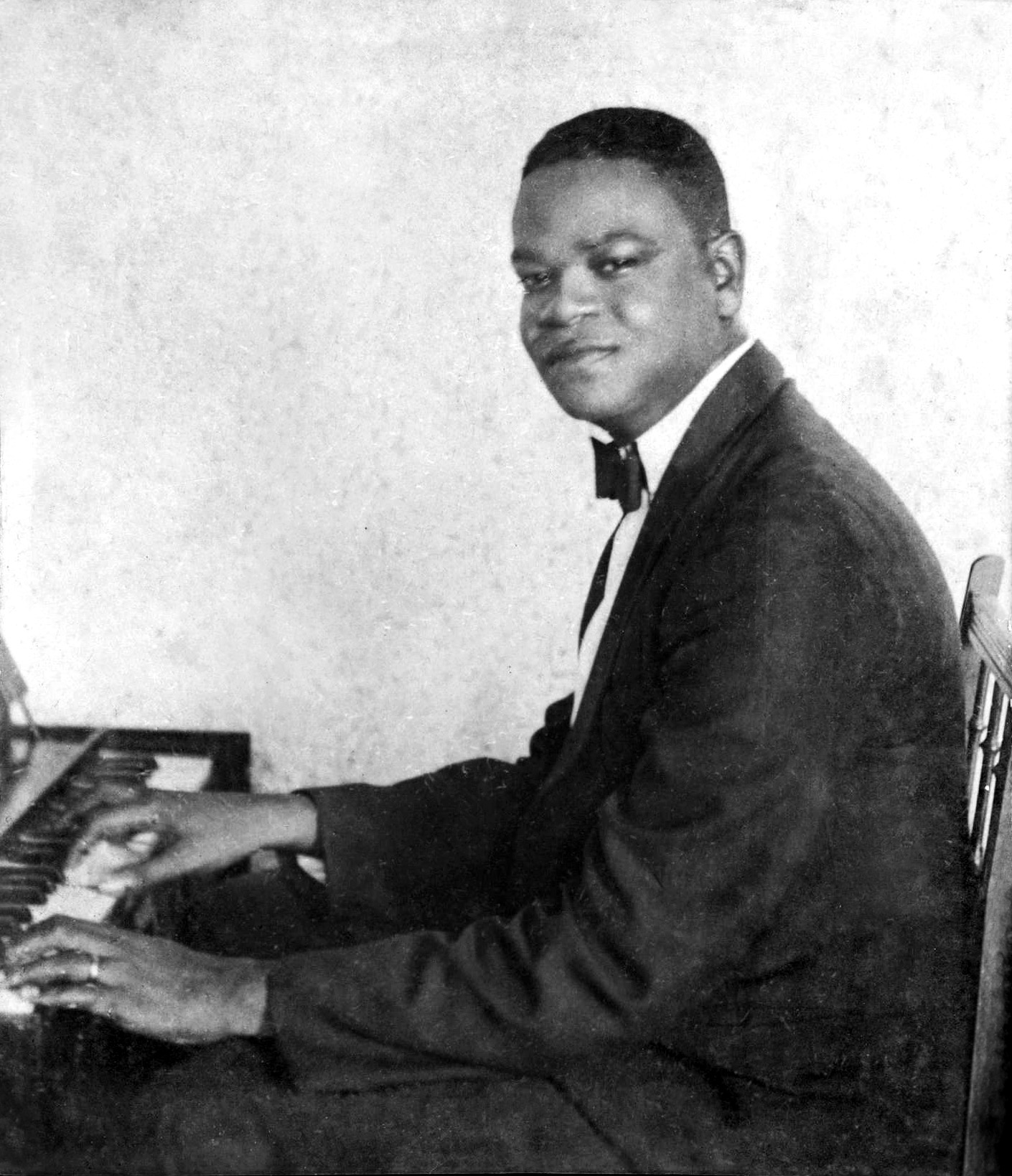
Pixinguinha.

Choro was in de eerste decennia voornamelijk een genre van amateurs. Groepen speelden niet voor geld en professionele musici waren in de minderheid. Vanaf de eerste decennia van de 20e eeuw kwamen er meer mogelijkheden voor musici om hun brood te verdienen met choro. Theaters en bioscopen huurden chorogroepen in om in de lobby te spelen. Radiozenders huurden chorogroepen in voor liveshows, en ook platenlabels contracteerden choro-ensembles.   
Daarnaast werden chorogroepen (nu ook choro regionais of conjuntos regionais genoemd) groter. Naast de traditionele instrumenten (cavaquinho, gitaar, fluit of ander blaasinstrument) werden ook de pandeiro en zevensnarige gitaar gangbaar. Het oude amateurcircuit van rodas de choro bleef overigens bestaan naast deze nieuwe professionele circuits.

### Tijdens de dictatuur (vanaf jaren 1937-1945)
Tijdens de dictatuur in Brazilië, de Estado Novo werden Braziliaanse genres als choro en samba door het regime gepromoot als onderdeel van diens nationalistische agenda. Het internationale succes van Carmen Miranda, die naast samba ook choro zong, werd gezien als een goede promotie van Brazilië in het buitenland.
Ondanks dat werd Amerikaanse jazz en dansmuziek (met artiesten als Frank Sinatra, Glenn Miller, Fred Astaire, Duke Ellington, Ella Fitzgerald) steeds populairder in Brazilië. In de jaren 1940 werd deze muziek zelfs populairder dan Braziliaanse muziek. Chorogroepen namen daarom elementen van jazz en big band muziek over. Er werden vaker choro's gespeeld met gezongen teksten. Ook waren er zogenaamde choro de jazz bands en choro de big bands met instrumenten uit de jazz zoals drums en elektrisch gitaar.
Een belangrijk figuur in de jaren 1920, 30 en 40 was Alfredo da Rocha Viana Filho, beter bekend als Pixinguinha (1897-1973). Hij staat bekend als de beste musicus, arrangeur en componist die de choro ooit heeft gekend. In een tijd dat er aan choro-gezelschappen nieuwe eisen werden gesteld, vanwege professionalisering, nieuwe media en populariteit van Amerikaanse stijlen, speelde Pixinguinha een belangrijke rol met zijn arrangementen en composities.

### Neergang en heropleving (jaren 1950-1970)
In de jaren 1950 kwamen het nieuwe genre bossanova op. Choro en samba werden nu gezien als iets van het verleden. Choro kreeg minder aandacht op de radio ten gunste van genres als bossanova, jazz, rock-'n'-roll, en later rock en MPB. Veel choromusici konden hun brood niet meer verdienen met hun muziek, tenzij ze zich aanpasten aan de nieuwe stijlen. Veel choros regionais werden opgedoekt.
Vanaf de 2e helft van de jaren 1970 was er een renascimento (wedergeboorte) van publieke interesse in choro. Voor een deel werd deze heropleving aangewakkerd door intellectuelen die meer aandacht wilden voor 'authentieke' Braziliaanse cultuur. Veel meer dan in voorgaande jaren waren er (goedbezochte) choro-optredens, plaatopnamen, festivals, clubs en competities, en het circuit van rodas de choro bloeide weer op.

### Hedendaagse choro (vanaf jaren 1980)
Vanaf de tweede helft van de jaren 1980 verdween choro uit de publieke belangstelling. Jongeren kregen meer belangstelling in genres als rock, soul, funk en disco. Eind jaren 1990 nam de interesse in choro weer toe. Restaurants en bars, met name in Rio de Janeiro, organiseerden weer regelmatig goed bezochte rodas de choro. Er ontstond een choro-muziekindustrie, met festivals, competities, clubs, platenlabels, muziekscholen  enzovoorts. Er kwamen ook meer chorogroepen en rodas de choro buiten Brazilië, bijvoorbeeld in de Verenigde Staten, Japan en Europa, vooral in steden met Braziliaanse gemeenschappen.
Naast het circuit van rodas kwam er meer ruimte voor choro in concertzalen, festivals, jazzclubs, universiteiten en dergelijke. Nieuwe generaties musici ontwikkelden hier nieuwe vormen van choro door het met andere genres te combineren. Een voorbeeld hiervan is de zogenaamde erudiete choro. Ensembles in dit genre speelden op klassieke concertpodia en zochten veelal de raakvlakken op tussen choro en genres uit klassieke muziek zoals barok en met name kamermuziek. Een invloedrijk voorbeeld van erudiete choro is het ensemble Camerata Carioca met composities van Radamés Gnattali. Een andere nieuwe vorm van choro is progressive choro, met invloeden van jazz, rock en elektronische instrumenten. Voorbeelden van musici in dit genre zijn Armandinho, Raphael Rabello en Hamilton de Holanda, die progressive choro mengt met andere Braziliaanse genres zoals baião.
Eind jaren 1980 kwam het begrip wereldmuziek op en daarmee internationale belangstelling voor niet-westerse muziek. Bekende artiesten als Paul Simon en David Byrne lieten een westers publiek kennismaken met Braziliaanse muziek. David Grisman bracht op zijn label heruitgaven uit van werk van de choro-componist Jacob do Bandolim. Musici als Yo-Yo Ma, Mike Marshall, Sharon Isbin en Paula Robison verwerkten invloeden van choro in hun muziek of namen choro-stukken op.

## Invloed op klassieke muziek
Choro bevatte vanaf het begin zowel populaire als klassieke invloeden. Vroege choro werd beïnvloed door westerse stijlen zoals de wals, en daarmee door westerse harmonieën en melodieën. Een deel van de componisten en musici was bovendien geschoold aan klassieke conservatoria. Een voorbeeld is de Braziliaanse componist Ernesto Nazareth (1863-1934) die beïnvloed werd door westerse componisten als Chopin.
De voorkeur van de Braziliaanse elite ging lange tijd uit naar Europese muziek, met name Franse en Italiaanse klassieke muziek en opera. Vanaf de Braziliaanse onafhankelijkheid in 1822 gingen Braziliaanse componisten een eigen Braziliaanse stijl nastreven.
Componisten als Antônio Carlos Gomes (1836-1896), Brasílio Itibere da Cunha (1846-1913), Alexandre Levy (1864-1892), Henrique Alves de Mesquita (1830-1906) en Alberto Nepomuceno (1864-1920) lieten zich hiervoor inspireren door Braziliaanse en Afro-Braziliaanse stijlen zoals choro. Nepomuceno bijvoorbeeld, verwerkte invloeden van choro en maxixe en Braziliaanse percussie in zijn werk.
Heitor Villa-Lobos (1887-1959) wordt gezien als de belangrijkste en meest invloedrijke Braziliaanse componist. Choro was een belangrijke invloed in zijn werk, naast klassieke componisten als J.S. Bach. Op jonge leeftijd speelde hij jarenlang gitaar in rodas de choro in Rio, daarnaast verdiende hij de kost met gitaarspelen. Invloeden van choro en Braziliaanse gitaar zijn te horen in zijn Estudos, Preludios, Bachianas brasileiras en Choros.
Ook latere componisten gebruikten choro als inspiratiebron. Voorbeelden zijn Mozart Camargo Guarnieri (1907-1993), Radamés Gnattali (1906-1988), Francisco Mignone (1897-1986) en César Guerra-Peixe (1914-1993).

## Musici en componisten
Vooraanstaande componisten en musici zijn onder andere:
- Joaquim Antônio da Silva Calado (1848-1880, componist en fluitist)
- Chiquinha Gonzaga (geboortenaam Francisca Edwiges Neves Gonzaga, 1847-1935, componiste en pianiste)
- Ernesto Nazareth (1863-1934, componist en pianist)
- Anacleto de Medeiros (1866-1907, componist en muzikant (saxofoon, klarinet))
- Pixinguinha (geboortenaam Alfredo da Rocha Viana Filho, 1897-1973, componist, fluitist en saxofonist)
- Jacob do Bandolim (geboortenaam Jacob Pick Bittencourt, 1918-1969, componist en mandolinespeler)
- Paulinho da Viola (geboortenaam Paulo César Batista de Faria, 1942, componist en muzikant (gitaar, mandoline, cavaquinho))

## Meer lezen
- (en) Livingston-Isenhour, Tamara Elena, Garcia, Thomas George Caracas (2005). Choro: a social history of a Brazilian popular music. Indiana University Press, Bloomington. ISBN 978-0-253-34541-7.